# Représentations diplomatiques au Cap-Vert

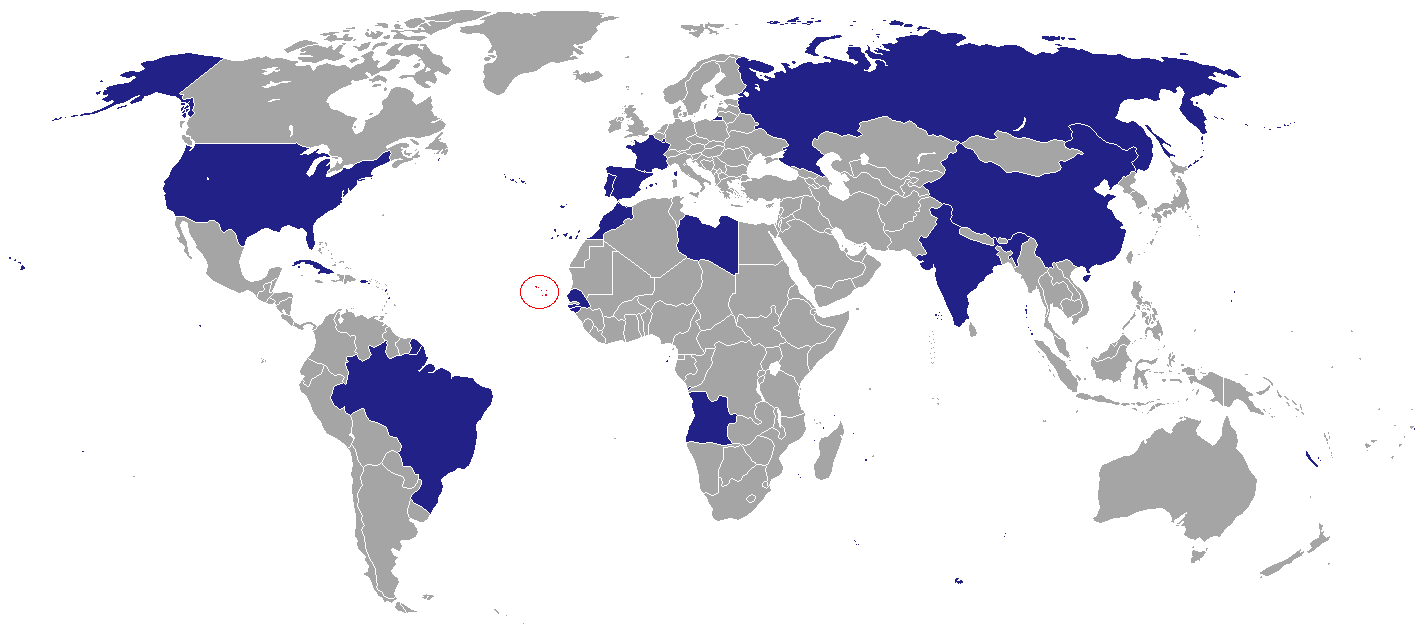
Carte des représentations diplomatiques au Cap-Vert

Voici une liste des représentations diplomatiques au Cap-Vert. À l'heure actuelle, la capitale, Praia, abrite 17 ambassades.

## Ambassades
| - Angola - Brésil - Chine - Cuba - Espagne - États-Unis - France - Guinée-Bissau - Inde | - Libye - Luxembourg - Maroc Ordre de Malte - Portugal - Russie - Sao Tomé-et-Principe - Sénégal |

## Missions
- Union européenne (Délégation)

## Mission consulaire

### Mindelo
- Portugal (Bureau consulaire)

## Ambassades non résidentes
| Résidant à Dakar - Afrique du Sud - Allemagne - Palestine - Belgique - Burkina Faso - Cameroun - Canada - Égypte - Éthiopie - Israël - Italie - Japon - Mali - Pays-Bas - Roumanie - Royaume-Uni - Suisse - Turquie - Vatican | Resident à Lisbonne - Argentine - Australie - Autriche - Chypre - Croatie - Danemark - Finlande - Grèce - Irlande - Norvège - République Tchèque - Suède | Résidant ailleurs - Indonésie (Abuja) - Mexique (New York) - Serbie (New York) - Slovaquie (Abuja) - Slovénie (Brussels) - Viêt Nam (Luanda) |